# Разделы Мекленбурга
За свою историю немецкая земля Мекленбург неоднократно разделялась на различные государства-правопреемники (сеньории, герцогства, великие герцогства). Современные историки выделяют три основных раздела Мекленбурга:

## Первый раздел

Мекленбург после первого раздела.

Первый раздел Мекленбурга был осуществлен в 1234 году наследниками князя Мекленбурга Генриха Борвина II. Это было результатом Realteilung (раздел из-за раздельного наследования) территории на четыре Herrschaften (светства) или Fürstentümer (княжества): Мекленбург, Пархим (позже Пархим-Рихенберг), Верле и Росток..
- Иоганн I получил княжество Мекленбург: Замок Мекленбург, Дассов, Клюц, Бресен (Гревесмюлен), Гадебуш, Пёль, Илоу, Буг(Буков), Брюэль и Кусин (Нойклостер)
- Прибислав получил сеньорию Пархим: Пархим, Штернберг, Бренц (Нойштадт), Туре (Любц) и Кетцин  (Плау-Гольдберг)
- Николас получил сеньорию Верле: Верле, Bisede (Гюстров), Тетеров, Лаге, Краков, Мальхов, Фипперов (Рёбель-Мюриц), Турне и Лизе. Позже появились владения в Померании: Даргун, Мальхин, Туцен и Гедебант-Тютцен, Гедебен  (Штавенхаген), Соне-Шлен (Варен/Мюриц), Вустров (Пенцлин)
- Генрих получил сеньорию Росток: Кессин (Росток), Крёпелин, Бад-Доберан, Рибниц-Дамгартен, Марлов, Бад-Зюльце и Тессин; позже добавились Гнойен и Кален.

Последствия первого раздела длились до 1471 года, когда территории были воссоединены Генрихом IV через наследование.

## Второй раздел
Второй раздел Мекленбурга произошел в 1621 году в результате Fahrenholzer Vertrag — соглашения, в результате которого герцогство было разделено на герцогства Мекленбург-Шверин и Мекленбург-Гюстров. Хотя это разделение уже существовало (с перерывами) после смерти Генриха IV в 1477 года и снова после заключения в 1520 году Нойбранденбургского династийного договора, оно было только в форме распределения амтов, в то время как общее управление оставалось единым.
По договору Адольф Фридрих I получил княжество Шверин, а его брат — Иоганн Альбрехт II владения в Гюстрове.:182
Подразделения имели небольшую историческую основу. Наиболее важными целями было как можно более равномерное распределение территории и доходов. Чтобы добиться этого, Шверин получил ранее привязанные к Гюстрову амтеры Грабов, Горлозен, Марниц, Нойклостера и Штернберга, включая аббатство Вальсмюлен, в то время как Гюстров получил амтеры Стрелица, Гольдберг, Вреденхаген и Фюрстенберга от Шверина.
.:290
Таким образом, две части состояли из следующих амтов::290
Шверин: Шверин, Кривиц, Нойбуков, Пель, Доберан, Мекленбург, Гадебуш, Заррентин, Нойштадт-Эльдена, Дёмиц, Нойклостер, Штернберг, Любц, Рена, Виттенбург, Марниц, Грабов, Гревесмюлен, Вальсмюлен и Горлозен
Гюстров: Гюстров, Шваан, Рибниц, Гнойен, Даргун, Нойкален, Ставенхаген, План, Штаргард, Брода, Фельдберг, Везенберг, Стрелиц, Гольдберг, Бойценбург, Вреденхаген, Фюрстенберг, Ивенак и Ванска.
Амты Вреденхагена, Фюрстенберга, Ивенака и Ванскы де-факто контролировались Померанией.:290
Города были разделены так, что Шверин получил: Висмар вместе со всеми княжескими домами, Шверин, Пархим, Варен и Крепелин; благородные города Брюэль, Мальхов и Дассов, а также Демиц и Заррентин. Гюстров получил: Гюстров, Лааге, Краков, Мальхин, Робель, Тетеров, Нойбранденбург, Фридланд, Вольдегк, Пенцлин, Зюльце и Марлоу. Он также получил Эльбу (несмотря на свою удаленность от Гюстрова) в результате получения амта Бойценбурга.:290
Город Росток, включая Варнемюнде, оставался совместным владением, как и четыре государственных аббатства: Доббертин, Мальхов, Рибниц и аббатство Святого Креста в Ростоке. Суды (Hofgericht и Landgericht), папская консистория, Государственный сейм, пограничные споры, расходы на Reichskammergericht и т. д. также оставались общими заботами.:291

## Третий раздел

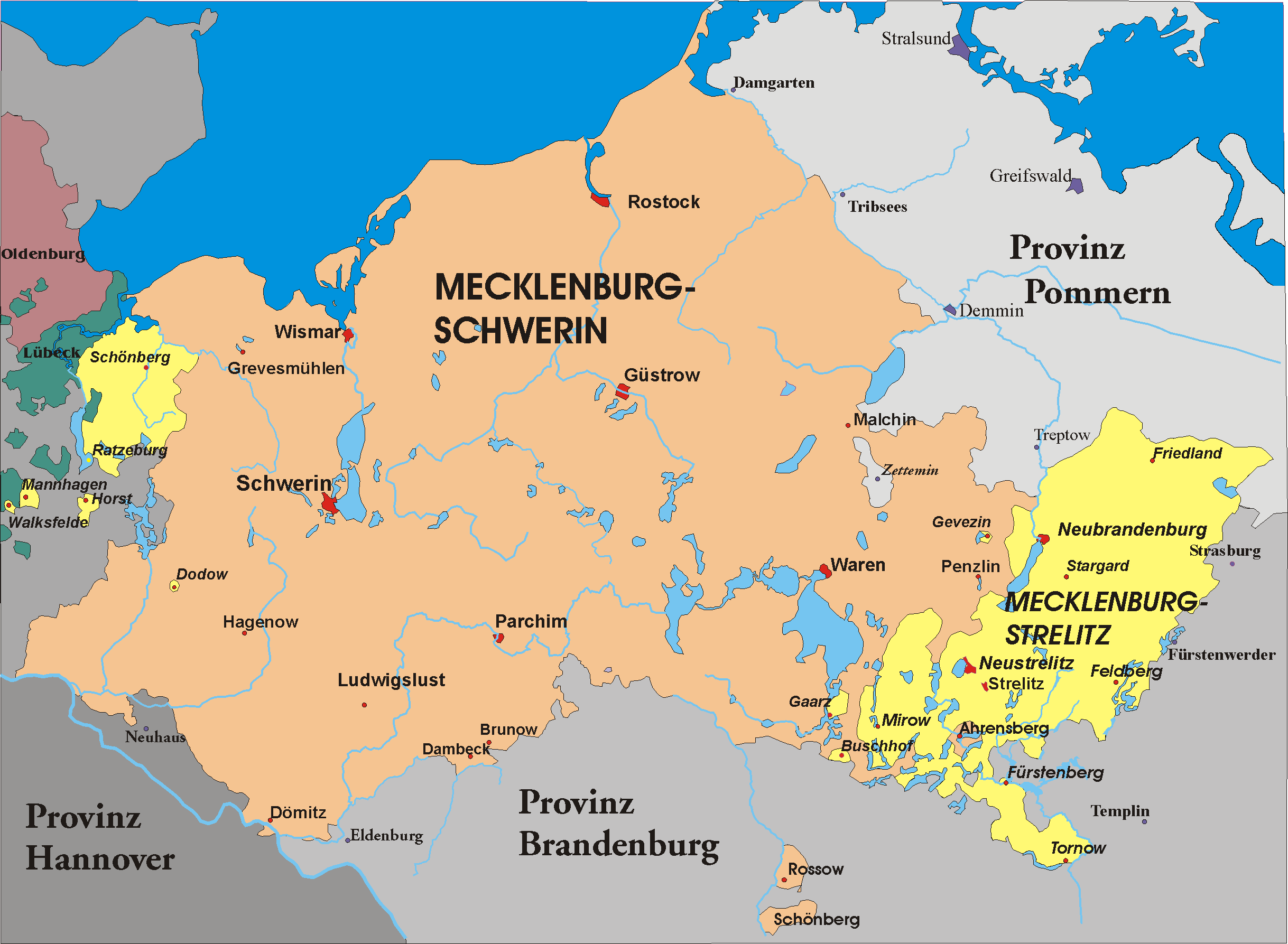
Мекленбург после третьего раздела.

Третий раздел произошел в результате Гамбургского договора (1701 г.) и разделил территорию Мекленбург-Гюстров между Мекленбург-Шверином и Мекленбург-Стрелицем. Эти государства просуществовали до конца монархии в 1918/1919 году, хотя и с ограниченной автономией, а затем как свободные государства Мекленбург-Шверин и Мекленбург-Стрелиц во время Веймарской республики. Два государства воссоединились в 1934 году.